# Mazarrón-Schiffe

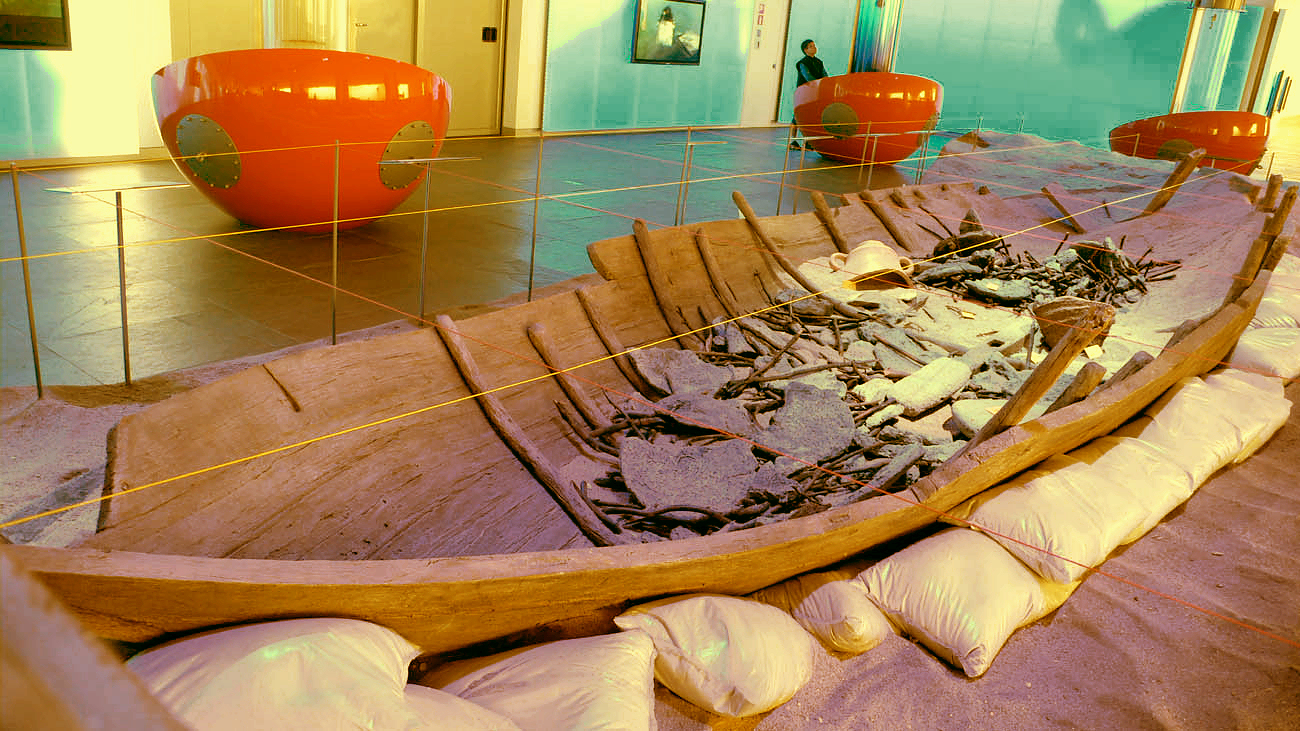
Rekonstruktion von Mazarrón-Schiff II

Bei den Mazarrón-Schiffen handelt es sich um zwei phönizische Schiffswracks, die sich bei Mazarrón an der spanischen Küste fanden. Sie datieren in das siebte Jahrhundert v. Chr. Zwischen 1993 und 2001 wurden sie ausgegraben. 
Das erste Schiff wurde zwischen Oktober 1993 und Juni 1995 ausgegraben, nachdem die Bucht bei Mazarrón ausgiebig durch ein Survey abgeklärt worden war. Erhalten waren von dem Schiff der Kiel (4,5 m lang), neun Planken und vier Spanten. Vor allem das zweite Schiff, das 1999 bis 2001 ausgegraben wurde, ist gut erhalten. Es ist 8,15 m lang und etwa 2,20 m breit. Der Inhalt des Schiffes war durch eine etwa 10 bis 15 cm dicke Schicht aus Seegras geschützt. Außer einem Bereich in der Mitte war das Schiff voll mit Bleibarren, die zusammen etwa 2800 kg wogen. Daneben fanden sich noch Reste von Seilen, ein Korb, eine Handmühle aus Granit, Reste eines Masts, ein hölzerner Handgriff sowie Reste von Tierknochen. Etwa einen Meter vom Schiff entfernt wurde der Anker gefunden.  Er ist der älteste bisher gefundene Anker, bei dem es sich nicht um einen einfachen Stein handelt. Er ist aus Holz und Blei gefertigt.
Die Schiffe sind im Museo Nacional de Arqueología Subacuática im nahegelegenen Cartagena ausgestellt.